# Marko Hietala
Pour les articles homonymes, voir Hietala.
 (mars 2016).
Si vous disposez d'ouvrages ou d'articles de référence ou si vous connaissez des sites web de qualité traitant du thème abordé ici, merci de compléter l'article en donnant les références utiles à sa vérifiabilité et en les liant à la section « Notes et références ».
Marko Tapani Hietala (né le 14 janvier 1966 à Tervo) est un chanteur et bassiste finlandais. Il est le bassiste des groupes finlandais Nightwish (jusqu'en 2021) et Tarot, y officiant également comme chanteur ; il est aussi l'un des quatre chanteurs du groupe Northern Kings.
Hietala est connu sous le nom d'artiste Marco Hietala depuis les débuts de Tarot, mais depuis son album solo sorti en mai 2019, il choisit d'utiliser son nom de naissance Marko pour tous ses projets.

## Biographie

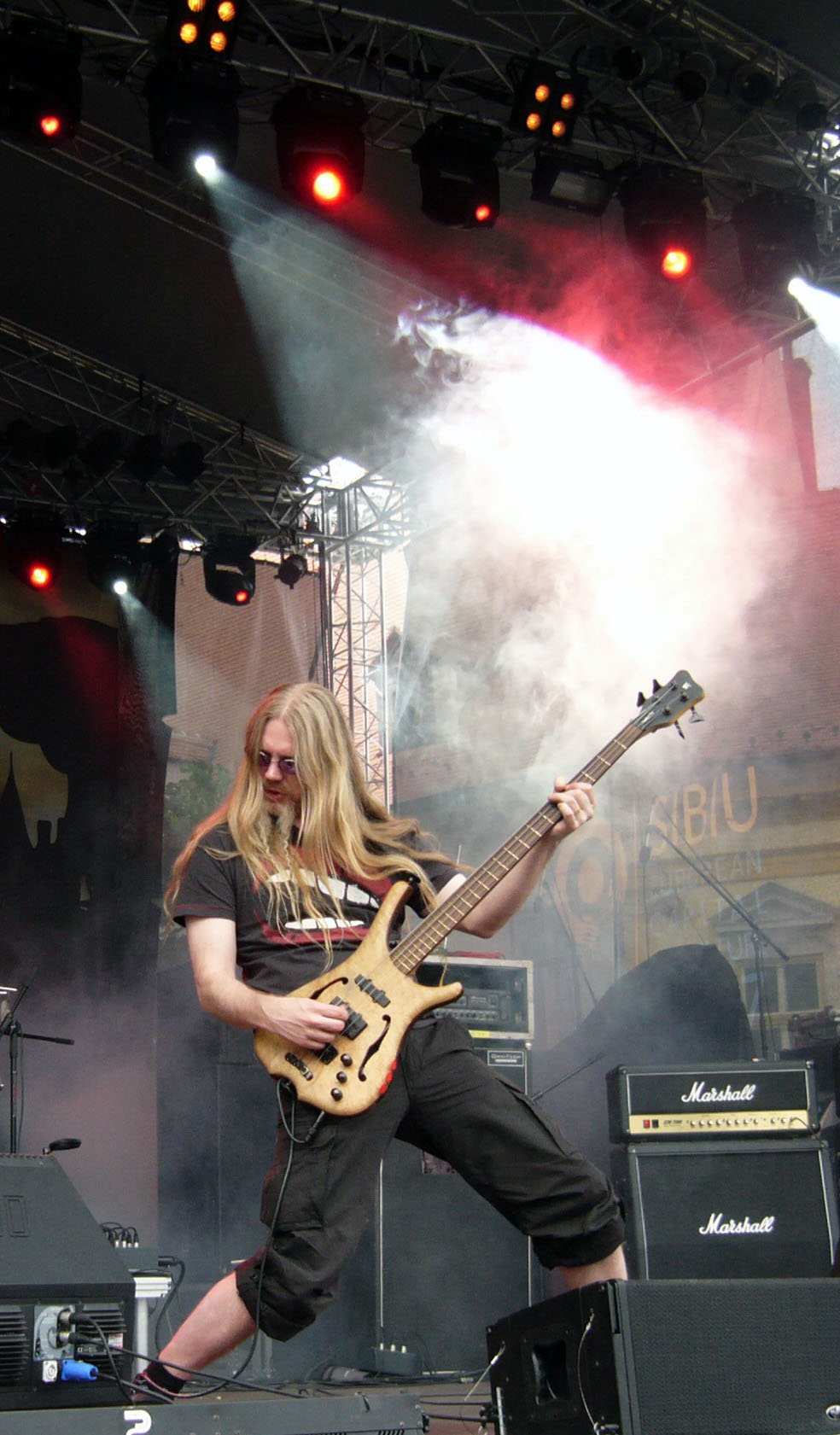
Marco Hietala

Marco joue de la guitare mais essentiellement de la basse depuis l'âge de 16 ans. Il a étudié le solfège, le chant et la guitare acoustique pendant quatre années, et a travaillé dans un studio d'enregistrement pendant cinq ans, d'où ses aptitudes en ingénierie du son et mixage qu'il met régulièrement à profit au sein des groupes dont il est membre.
En 1984, Marco Hietala fonde avec son frère, Zachary Hietala, le groupe Tarot, dont il restera membre tout au long de sa carrière.
Après avoir joué comme bassiste de 1999 à 2002 au sein du groupe finlandais de power metal Sinergy, Marco rejoint la troupe de Nightwish en 2002. Il devient le nouveau bassiste du groupe, et assure également quelques parties vocales en accompagnant Tarja Turunen sur plusieurs morceaux de l'album Century Child,  puis sur Wish I Had An Angel de l'album Once. Après l'éviction de Tarja Turunen du groupe, Marco Hietala voit ses parties vocales augmenter malgré l'arrivée d'une nouvelle chanteuse. Ainsi, sur Dark Passion Play, l'album de Nightwish sorti en octobre 2007, il assure seul la partie vocale de la chanson Master Passion Greed en plus de chanter pratiquement en solo tout en jouant la partie de guitare acoustique sur The Islander, dont il a composé la mélodie. 
Il compose aussi quelques morceaux pour Nightwish, dont Long Lost Love (première partie de Beauty Of The Beast) sur leur quatrième album Century Child ainsi que The Islander du sixième album Dark Passion Play.
Tout au long de sa collaboration à Nightwish, il conserve son rôle de leader au sein de Tarot, qui connaît un regain de popularité grâce à la notoriété de Nightwish.
En juillet 2005 Marco Hietala est présent comme artiste invité sur le premier album de Delain, Lucidity. Il participera par la suite à plusieurs albums du même groupe : April Rain en 2009 (pistes 4 & 11), We Are the Others en 2012 (pistes 13 & 14 sur l’édition spécial) et The Human Contradiction en 2014 (pistes 2 & 6).
Marco Hietala a composé le titre Our Beast sur l'album d'Ari Koivunen, Fuel For The Fire, vainqueur de l'émission Finnish Idols 2007. La particularité réside dans le fait que le jeune Ari Koivunen, chanteur de heavy metal puisse remporter un concours lors d'une émission populaire.
À l'automne 2007, il prend également part au projet Northern Kings aux côtés de trois autres célèbres chanteurs finlandais (Tony Kakko, Jarkko Ahola et Juha-Pekka Leppäluoto). Ils reprennent, dans un style metal, plusieurs succès des années 1980 et réalisent ensemble un album, Reborn, rapidement devenu disque d'or en Finlande.

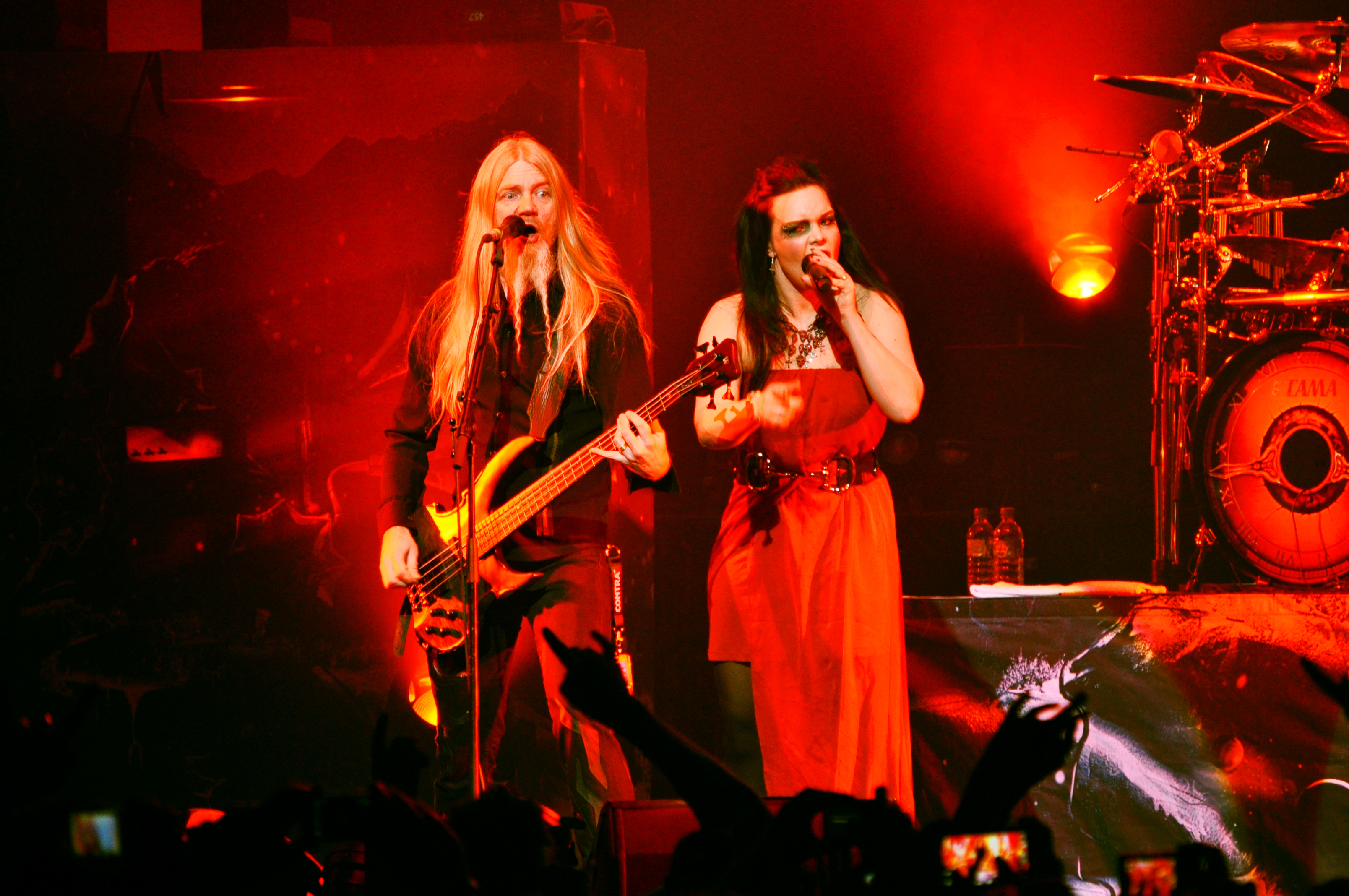
Marco Hietala (Nightwish), Nantes en 2012

En 2013, il chante en tant qu'invité sur l'album Theory of Everything du projet Ayreon.
En 2016, assure la partie vocale du titre Master of the Pendulum pour l'album Ghostlights du projet musical Avantasia aux côtés de Tobias Sammet,.
En 2019, il déclare reprendre désormais la graphie originelle de son prénom "Marko", et c'est sous ce nom qu'il sort un album solo en finnois intitulé Mustan Sydämen Rovio, précédé d'un premier extrait, Isäni ääni, mis en ligne le 3 mai. Selon le chanteur, les titres inclus dans l'album ont été composés tout au long de sa carrière, parfois dix ou quinze ans plus tôt.  
En décembre 2020, il remporte l'édition finlandaise de Masked Singer disputée sous l'accoutrement et le pseudo de « Tohtori ».
Le 12 janvier 2021, Hietala annonce son départ de Nightwish et son retrait de la vie publique, indiquant toutefois que ce n'est probablement pas un départ "pour de bon". en 2022, il revient sur scène avec Northern Kings après 12 années d'interruption. En Mars 2024 sort le single "Left On Mars" en duo avec Tarja Turunen, qu'il annonce accompagner sur sa tournée européenne a l'automne suivant .